# Predole
Predole so naselje v Občini Grosuplje.